# Joaquín Araújo Ruano

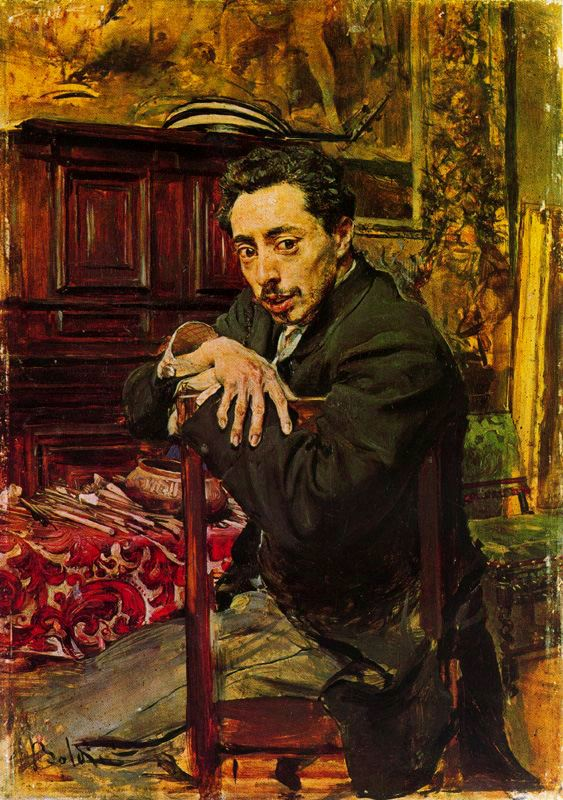
Joaquín Araujo Ruano, von Giovanni Boldini.

Joaquín Araújo Ruano (* 1851 in Ciudad Real; † 1894 in Madrid) war ein spanischer Maler, Grafiker und Buchillustrator.
Er studierte in Madrid an der Höheren Schule für Malerei und Skulptur (Escuela Superior de Pintura y Escultura) bei Ignacio Suárez Llanos. 1872 reiste er nach París, wo er Schüler von Léon Bonnat wurde, und arbeitete dann an der Spanischen Akademie in Rom (Academia de España en Roma). Er befreundete sich mit Giovanni Boldini und James Whistler, wurde Mitarbeiter der englischen Zeitschrift The Graphic und zahlreicher spanischer Periodika, besonders der dem Stierkampf gewidmeten. Unter seinen Radierungen ist die Serie hervorzuheben, die er Dantes Göttlicher Komödie widmete.